# Istra
Istra (ros. Истра) – miasto w Rosji, w obwodzie moskiewskim, 56 km na zachód od Moskwy. Prawa miejskie od 1781 r., w latach 1781–1930 nosiło nazwę Woskriesieńsk. 

W 2020 liczyło 33 558 mieszkańców.
W miejscowości jest przystanek kolejowy Istra.

## Miasta partnerskie
- Bad Orb, Niemcy
- Rakovník, Czechy
- Diurtiuli, Rosja
- Pińsk, Białoruś
- Petricz, Bułgaria